# Fontoria (Fabero)
Fontoria es una pedanía y localidad española del municipio de Fabero, en la comarca de El Bierzo, provincia de León, comunidad autónoma de Castilla y León. Situada en la carretera LE-4211, dispone de dos accesos señalizados a mano derecha dirección los Ancares. 
Su altitud es de 740 m. Antiguamente se denominó Fontoria de Sésamo. La estructura urbana no ha modificado sus formas originales y las edificaciones forman con las calles un conjunto armónico.
La iglesia parroquial de Fontoria tiene como patrón al Apóstol Santiago, celebrándose la fiesta patronal el día 25 de julio.
Fontoria es uno de los seis pueblos que componen el municipio de Fabero junto con, Lillo del Bierzo, Otero de Naraguantes, Bárcena de la Abadía, y San Pedro de Paradela) y cada uno de ellos cuenta con sus correspondientes Juntas Vecinales de representación.

## Demografía
Tiene una población de 77 habitantes según datos del INE 2024.